# Gianni Bugno

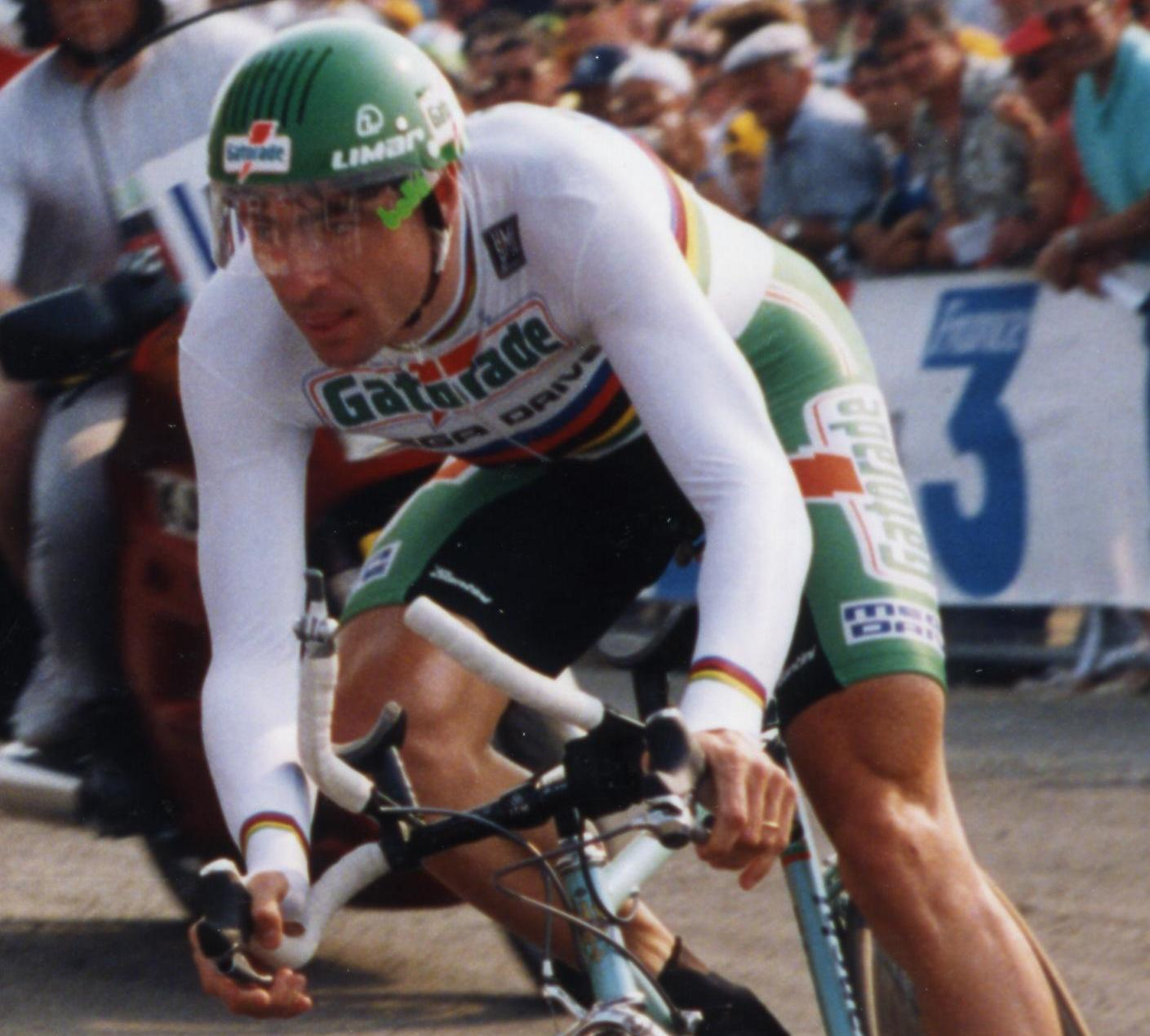
Gianni Bugno al 1993

Gianni Bugno (Brugg, Suïssa, 14 de febrer de 1964) va ser un ciclista italià molt versàtil, capaç de despuntar tant en curses d'un sol dia com en voltes per etapes.
Durant la seva etapa com a ciclista amateur va aconseguir diverses victòries a Itàlia, especialment en les categories de persecució, tant en la modalitat individual com en la d'equips. Debutà com a professional el 1985 i es va mantenir en actiu fins al 1998. Tenia una bona punta de velocitat, fet que li va permetre guanyar en dues ocasions el Campionat del món de ciclisme, per davant de corredors tan destacats com Miguel Induráin o Laurent Jalabert. El 1990 va aconseguir la seva victòria més important, en imposar-se en un Giro d'Itàlia que va dominar des de bon començament, sense cedir la maglia rosa ni un sol dia. Va quedar segon en el Tour de 1991. La seva gran qualitat esportiva va quedar en un segon pla atès que va coincidir en el temps amb un rival excepcional: el navarrès Miguel Induráin, de qui va ser un dels principals adversaris. Davant l'hegemonia d'Induráin, a partir del Tour de França de 1992, Bugno va optar per diversificar el seu entrenament, evitant prioritzar en exclusiva aquesta cursa, i especialitzant-se en curses d'un sol dia. Finalment, durant els seus darrers anys com a professional, va actuar amb humilitat i dedicació com a gregari de luxe a l'equip Mapei. Retirat del ciclisme professional, s'ha dedicat al vol, convertint-se en pilot d'helicòpter.

## Palmarès
- 1985
  - 1r al Gran Premi della Liberazione
  - 1r al Gran Premi Santa Rita
  - Vencedor d'una etapa del Giro de les Regions
- 1986
  - 1r del Giro dels Apenins
  - 1r del Giro del Piemont
  - 1r del Giro del Friül
- 1987
  - 1r del Giro dels Apenins
  - 1r de la Copa Sabatini
  - 1r al Gran Premi Ciutat de Camaiore
  - Vencedor d'una etapa del Giro del Trentino
- 1988
  - 1r del Giro dels Apenins
  - 1r al Giro de Calàbria i vencedor d'una etapa
  - 1r a la Coppa Agostoni
  - Vencedor d'una etapa del Tour de Romandia
  - Vencedor d'una etapa del Tour de França
- 1989
  - 1r dels Tres Valls Varesines
  - Vencedor d'una etapa del Giro d'Itàlia
- 1990
  - 1r de la Copa del Món de ciclisme
  -  1r del Giro d'Itàlia, vencedor de 3 etapes i  1r de la Classificació per punts
  - 1r de la Milà-San Remo
  - 1r del Giro del Trentino i vencedor d'una etapa
  - 1r de la Wincanton Classic
  - Vencedor de 2 etapes al Tour de França
- 1991
  -  Campió del Món
  -  Campió d'Itàlia en ruta
  - 1r de la Clàssica de Sant Sebastià
  - 1r de la Bicicleta Basca i vencedor d'una etapa
  - 1r al Giro del Friül
  - Vencedor d'una etapa del Tour de França
  - Vencedor de 3 etapes del Giro d'Itàlia
  - Vencedor d'una etapa de la Volta a Burgos
- 1992
  -  Campió del Món
  - 1r de la Milà-Torí
  - 1r al Giro de l'Emília
  - 1r al Giro del Laci
  - Vencedor d'una etapa de la Volta a Suïssa
- 1993
  - 1r al Gran Premi del cantó d'Argòvia
  - 1r al Gran Premi Telekom (amb Maurizio Fondriest)
  - Vencedor d'una etapa de la Volta a Galícia
  - Vencedor d'una etapa de la Bicicleta Basca
- 1994
  - 1r del Tour de Flandes
  - Vencedor d'una etapa de la Bicicleta Basca
  - Vencedor d'una etapa del Giro d'Itàlia
- 1995
  -  Campió d'Itàlia en ruta
  - 1r del Tour del Mediterrani i vencedor de 2 etapes
  - 1r a la Coppa Agostoni
  - 1r al Trofeu Matteotti
- 1996
  - Vencedor d'una etapa de la Volta a Suïssa
  - Vencedor d'una etapa del Giro del Trentino
  - Vencedor d'una etapa del Giro d'Itàlia
  - Vencedor d'una etapa de la Volta a Espanya
- 1998
  - Vencedor d'una etapa de la Volta a Espanya

### Resultats al Giro d'Itàlia
- 1986. 41è de la classificació general
- 1987. Abandona
- 1988. Abandona
- 1989. 23è de la classificació general. Vencedor d'una etapa
- 1990. 1r de la classificació general. Vencedor de 3 etapes.  1r de la Classificació per punts
- 1991. 4t de la classificació general. Vencedor de 3 etapes
- 1993. 18è de la classificació general
- 1994. 8è de la classificació general. Vencedor d'una etapa
- 1996. 29è de la classificació general. Vencedor d'una etapa

### Resultats al Tour de França
- 1988. 62è de la classificació general. Vencedor d'una etapa
- 1989. 11è de la classificació general
- 1990. 7è de la classificació general. Vencedor de 2 etapes
- 1991. 2n de la classificació general. Vencedor d'una etapa
- 1992. 3r de la classificació general
- 1993. 20è de la classificació general
- 1994. Abandona (14a etapa)

### Resultats a la Volta a Espanya
- 1996. 56è de la classificació general. Vencedor d'una etapa
- 1997. 95è de la classificació general
- 1998. 84è de la classificació general. Vencedor d'una etapa